# Green Street
Green Street Hooligans är en engelsk-amerikansk långfilm från 2005.

## Handling
Matt Buckner (Elijah Wood) blir utsparkad från journalistlinjen på Harvard när man hittar rumskamraten Jeremy Van Holdens (Terence Jay) droger bland Matts tillhörigheter. Matt bestämmer sig då för att hälsa på sin syster Shannon Dunham (Claire Forlani) som lever i London tillsammans med sin man Steve Dunham (Marc Warren) och deras son Ben. 
I London träffar Matt på Steves lillebror Pete Dunham (Charlie Hunnam) som är en trogen anhängare av fotbollslaget West Ham United och även ledare i deras huliganfirma GSE (Green Street Elite). Matt blir indragen i huliganvärlden som är fylld av slagsmål, hämnd och gemenskap och en helt ny värld öppnas för den annars så välartade Matt.
Filmen har en uppföljare Green Street 2: Stand Your Ground som utkom 2009.

## Skådespelare
- Elijah Wood
- Charlie Hunnam
- Claire Forlani
- Marc Warren
- Leo Gregory
- Geoff Bell
- Rafe Spall
- Ross McCall
- Oliver Allison
- James Allison
- Terence Jay
- Scott Christie
- Joel Beckett